# آتایورت
آتایورت (به ترکی استانبولی: Atayurt) شهری است در کشور ترکیه که در استان مرسین واقع شده‌است. جمعیت این شهر بر اساس سرشماری سال ۲۰۰۸ میلادی ۷٬۳۱۰ نفر و بر اساس برآوردهای سال ۲۰۰۹ میلادی ۷٬۲۱۷ نفر می‌باشد.